# Szomraky Zoltán
Dr. Szomraky Zoltán (1935-ig Szumrák Zoltán, 1889. július 7. Szombathely – 1938. január 18. Celldömölk) magyar sebészorvos, katonaorvos, kórházigazgató.

## Élete
1889. július 7-én született Szombathelyen, Szumrák Károly evangélikus vallású felsőkereskedelmi iskolai tanár és Hódossy Mária gyermekeként, az édesanya a római katolikus egyház tagja volt.
A szülővárosában járt középiskolába, majd 1907-től a fővárosban, a Budapesti Királyi Magyar Tudomány Egyetem orvosi karán tanult. 1910-ben, egyéves önkéntes orovosnövendékként került a hadseregbe. Orvosi diplomáját 1913-ban kapta meg, október 1-el segédorvos-helyettessé nevezték ki. A pozsonyi 19. helyőrségi kórházhoz osztották be, innen a szombathelyi csapatkórházhoz vezényelték szolgálattételre. Dolgozott a budapesti Erzsébet kórházban illetve a szombathelyi Fehérkereszt Gyermekkórházban is. 1914-ben a szekszárdi közkórház szülészeti osztályát vezette, innen vonult be a cs. és kir. haditengerészethez, ahol júniusban fregattorvosként kezdte meg próbaszolgálatát, a polai haditengerészeti kórház állományában. Később az az SMS Babenberg sorhajón, valamint az SMS Sankt Georg és az SMS Aspern cirkálókon szolgált. Próbaszolgálata végén, 1915 márciusában  tényleges fregattorvossá nevezték ki. 1916. május 1-én sorhajóorvossá léptették elő, és még ebben az évben kitüntették a Vöröskereszt 2. osztályú, hadidíszítményes díszjelvényével.
1917-ben áthelyezték a Dunaflottilla állományába, az SMS Sava monitor fedélzetére. 1917. szeptember 15-én megkapta a Koronás Arany Érdemkeresztet, hadiszalagon a kardokkal, az indoklás szerint az ellenség előtti kitűnő magatartása elismeréséül. Az I. világháború végéig a Dunaflottillánál szolgált,1919. január 1-el tartalékállományba helyezték.
Leszerelése után visszatért szülővárosába, majd 1922-24 között Debrecenben sebészi szakképesítést szerzett. 1923-tól a celldömölki közkórház igazgató-főorvosává választották. 1930-ban ő lett a Celldömölki Egyesült Sport Egyesület elnöke. 1931. szeptember 2-án feleségül vette Vintze Jolán tanítónőt. Vezetéknevét valószínűleg 1934-ben változtatta meg Szumrákról Szomrakyra.
1938. január 19-én hunyt el vesegyulladás következtében. A város közkedvelt orvosát számos gyászoló kísérte utolsó útjára a helyi temetőben. Végakaratának megfelelően szívét tartalmazó urnát az általa vezetett kórházban helyezték el.
Tagja volt a Magyar Sebésztársaságnak, valamint a Magyar Haditengerészeti Egyesületnek. Utóbbinak 1937-ben alkult meg a szombathelyi alcsoportja SMS Balaton néven, ennek alapító tagjai közé tartozott.

## Emlékezete
Emlékét Celldömölkön az Alsócelldömölk városrészben található Dr. Szomraky Zoltán utca őrzi.

## Előmenetele
- segédorvos-helyettes (XII. rangosztály): 1913. október 1.
- próbaszolgálatos fregattorvos (XI. rangosztály): 1914. június.17.
- fregattorvos (X. rangosztály): 1915. március 9.
- sorhajóorvos (IX. rangosztály): 1916. május 1.

## Kitüntetései
Viselési sorrendben felsorolva.
- Koronás Arany Érdemkereszt a vitézségi érem szalagján, kardokkal (1917)
- Károly Csapatkereszt (1918)
- Vöröskereszt 2. osztályú díszjelvénye, hadidíszítménnyel (1916)